# Gaby
För andra betydelser, se Gaby (olika betydelser).

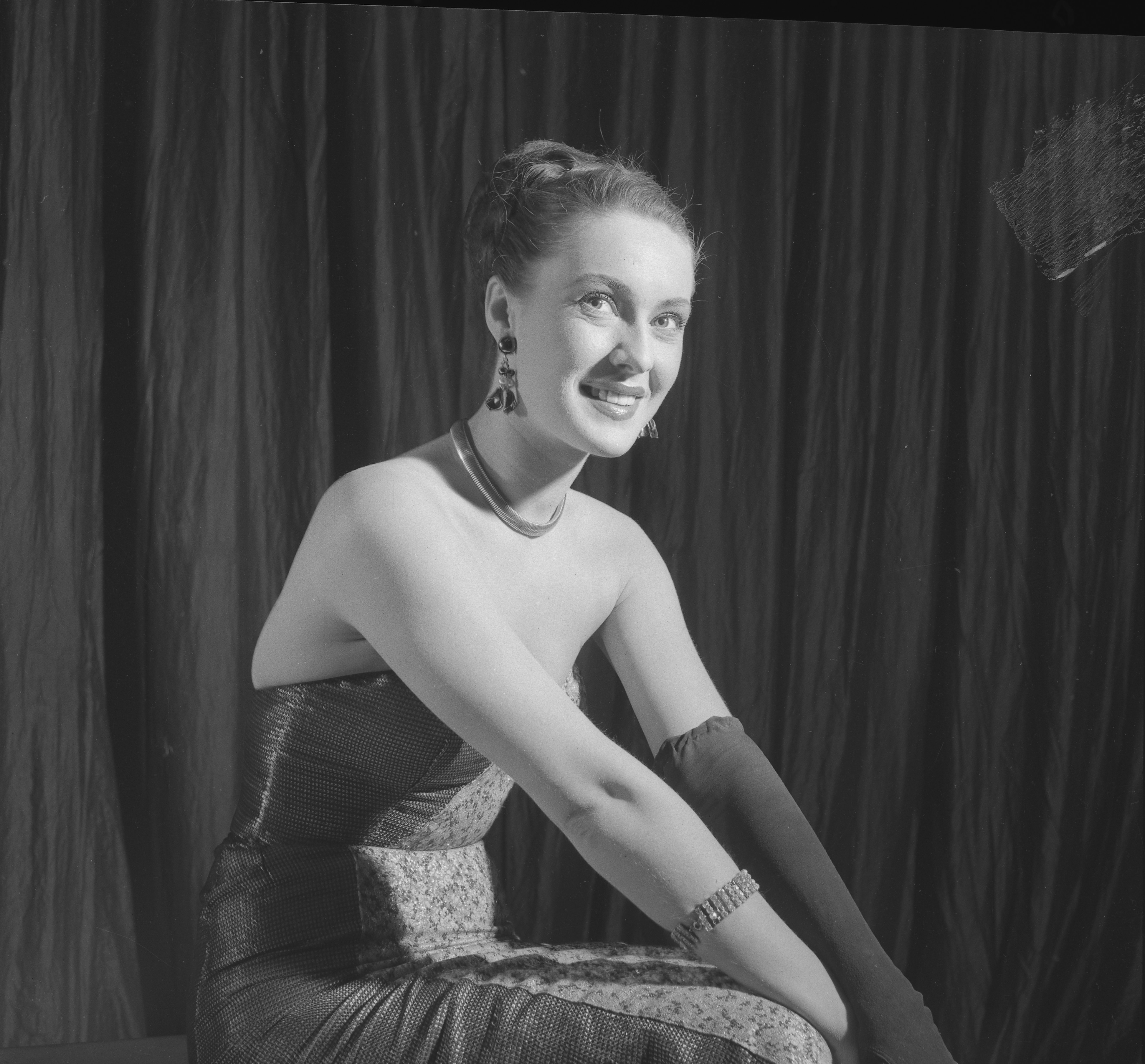
Gaby Stenberg, 1951.

Gaby eller Gabby är ett könsneutralt förnamn. Det är en engelsk kortform av det hebreiska namnet Gabriella eller Gabriel som betyder Guds kämpe.
Den 31 december 2014 fanns det totalt 186 kvinnor och 105 män folkbokförda i Sverige med namnet Gaby, varav 141 kvinnor och 21 män bar det som tilltalsnamn.
Namnsdag: saknas

## Kvinnor med namnet Gaby
- Gaby Bussmann, tysk friidrottare
- Gaby Hoffmann, amerikansk skådespelare
- Gaby Stenberg, svensk skådespelare
- Gabby Douglas, en amerikansk gymnast

## Män med namnet Gaby
- Gaby Mudingayi, kongolesisk-belgisk fotbollsspelare